# Panzar
Panzar — российская клиентская сессионная многопользовательская онлайн-игра, созданная компанией Panzar Studio на основе игрового движка CryEngine 3. Открытое бета-тестирование русскоязычной версии проекта началось 3 апреля 2012 года.
Действие игры происходит в вымышленном фэнтезийном мире, населённом воинствующими расами. Игроку доступны четыре из них: люди, орки, эльфы и гномы — выбранным персонажам приходится участвовать в командных сражениях 8 на 8 игроков. На публичных серверах игрок присоединяется к случайной команде, а битвы проходят на случайно выбранных картах, имеющих принципиально различные сценарии и ставящих перед участниками разные цели. Кроме того, в игре присутствует и развитая клановая система, позволяющая организовывать бои между заранее сформированными командами на специально выбранных локациях. Так же часто проводятся турниры на реальные деньги или игровую валюту.
PANZAR работает по системе Free-to-play, то есть установить клиент и играть без каких-либо ограничений можно совершенно бесплатно.

## Общая информация
PANZAR представляет собой 3D экшен от третьего лица.Игроки сражаются друг с другом с помощью восьми наборов оружия и заклинаний, кардинально различающихся в зависимости от расы и класса. В арсенале эльфов — могущественная магия стихий, орки полагаются на тяжелые дубины, ятаганы и керны, люди используют мечи, скипетры, алхимию, темную магию и луки со стрелами, а гномы применяют множество хитроумных механизмов и аркебузы (ружья) . Также игрокам доступно 5 видов доспехов, 3 вида зелья, влияющих на те или иные параметры персонажей.
Всё это доступно не сразу — в соответствии с классическими принципами RPG, игроку нужно развивать своего персонажа, с каждым новым уровнем получая доступ всё к большим объёмам контента. На данный момент максимальный уровень развития персонажа — 30. По сути, игровой процесс состоит из двух этапов: прокачка до максимального уровня и игра на максимальном уровне. Первый предполагает изучение основ геймплея за выбранный класс, создание и улучшение доспехов и оружия. Второй ориентирован на массовые клановые активности, постепенное улучшение характеристик и изучение всех тонкостей и нюансов игры.
Проект PANZAR неоднократно участвовал в выставке Игромир, на Игромир 2012 в рамках презентации игры проходил финал первого всероссийского турнира по PANZAR с призовым фондом в 1 000 000 рублей. Игра удостоена ряда наград от российских информационных порталов, посвящённых игровой тематике.

### Начало игры

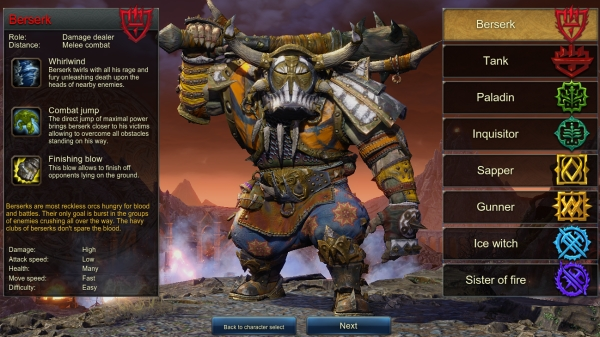
Окно создания персонажа

Игра начинается с выбора класса будущего персонажа. Каждый игрок может иметь до восьми персонажей на своём аккаунте. При желании их количество можно увеличить. Игроку предлагается сделать выбор между одним из восьми классов: Берсерк, Танк, Паладин, Инквизитор, Сапёр, Канонир, Ледяная ведьма и Сестра огня. Игровой процесс для каждого из них принципиально разный. Определившись с классом, игрок начинает игру с 1го уровня.
На максимальном уровне игроку тем не менее остаётся большой простор для его развития и прокачки. В последних патчах добавлены новые способности для всех классов, а ввиду того что в бой можно взять ограниченное их количество, то на 30 уровне у каждого игрока будет свой индивидуальный персонаж, со своим стилем игры.
Уровень экипировки в PANZAR влияет на игровой процесс слабее, нежели навыки профессиональной игры. Считается, что игроки, имеющие большой опыт и изучившие тактики ведения боя каждого класса, смогут одерживать победы даже над персонажами более высокого уровня с лучшей экипировкой.
У всех персонажей в «PANZAR» определён единый набор характеристик. Способность персонажа переносить урон называется Здоровьем, способность причинять вред врагам — Мастерство. При расчёте урона оно влияет на силу способностей или атаку любым оружием. Также в игре присутствуют следующие характеристики:

### Игровой процесс
На данный момент весь игровой процесс сосредоточен вокруг массового PvP — командных сражений игроков друг с другом . Однако, в обновлении 33 появился PvE режим. Битвы происходят на различных локациях. Игроки, желающие принять участие в битве, нажимают кнопку «Игра» в основном меню и попадают в очередь. Из них и набираются команды. Большинство игровых режимов представляют собой сражения за удержание или захват контрольных точек — так называемых точек интереса для обеих команд.
За участие и победу в боях игроки получают опыт, ресурсы и золото. Начиная с четвёртого уровня, играющим предоставляется возможность самостоятельно определять свою награду, выбирая пропорцию между золотом и опытом, получаемым после боя. По окончании сражений в инвентарь также могут попадать осколки рун, которые при соединении улучшают характеристики вещей.
За успешные сражения игроки награждаются ресурсами. Их количество тем больше, чем больше опыта заработал игрок в бою. Ресурсы можно использовать для изготовления различных предметов или других ресурсов. Кроме них, после боя могут выпадать осколки рун, из которых можно создавать малые руны и вследствие большие. Доспехи, оружие, руны и амулеты создаются с определённым шансом. В случае неудачи все затраченные на создание предмета ресурсы исчезают.

## Расы и классы
В Panzar игрок может управлять персонажем, принадлежащим к одной из четырёх классических фэнтезийных рас: оркам, людям, эльфам или гномам. Внешний вид существ каждой расы во многом противоречит традиционным представлениям. Например, орки очень похожи на огромных зеленокожих обезьян, у гномов растут клыки, у людей — рога, а эльфийки, обладая стандартными для фэнтезийных игр красивыми, приятными телами, отличаются жуткими, отталкивающими лицами. Нестандартность можно объяснить: рога у людей и клыки у гномов — следствие влияния на них Хаоса. Обезьяноподобность орков — орки потомки болотных обезьян. Жуткие лица эльфиек связаны с катастрофой, вызвавшей упадок их цивилизации.
Каждая раса представлена двумя игровыми классами: берсерк, танк, инквизитор, паладин, сапёр, канонир, сестра Огня, ледяная Ведьма.

## Сеттинг (игровой мир)
Действие игры разворачивается в вымышленном мире Панзар, окруженном со всех сторон бездной первозданного Хаоса. Мир населен множеством фантастических существ, среди которых особенно выделяются четыре расы: эльфы, орки, люди и гномы. Некогда расы жили на собственных, исконных землях и существовали в относительном равновесии — четыре великих государства, так или иначе вынужденных считаться с мощью друг друга: Союз Трёх Королевств (люди), Глубинная Империя (гномы), Арганайские Общины (эльфы) и Каганат (орки). За столетия бесчисленные мелкие конфликты, масштабные войны и внутренние интриги закалили обитателей Панзара, превратив их в бесстрашных, упорных воинов.
Однажды бригада гномов, добывавшая кристаллы на нижних уровнях шахт, наткнулась на странный объект, саркофаг из неизвестного материала, запечатанный магическими печатями. Это была погребальная камера древнего безумного бога Кайракса, что был похоронен здесь заживо на заре истории мира. Кайракс умер, но перед смертью успел проклясть своих обидчиков и все мироздание. Его проклятья, запертые в камере, за прошедшие тысячелетия обрели собственный разум и волю, превратились в демонов, известных как Сказанные-во-Тьме. Выпущенные на свободу неосторожными гномами, они обрушили свой гнев на ненавистный мир. Большинством обитателей Панзара овладело безумие, получившее название «Последний Мор»: волна кровавого насилия захлестнула города и селения, гномы, орки и люди, одурманенные колдовской яростью, убивали друг друга, не жалея ни родных, ни соратников. Государства рушились, огонь и сталь в мгновение ока стирали с лица земли все, созданное за века. Немногие уцелевшие объединились, отбросив прежние распри, и дали отпор демонам. Благодаря помощи богов удалось одержать победу над Сказанными-во-Тьме, но последний из них в агонии разрушил магический барьер, защищавший мир от Внешнего Хаоса.
Панзар спас двухголовый бог Аргус, повелевающий сновидениями и магией — в последние мгновения он перенес целый мир в свой сон, навсегда оградив его от разрушительного влияния Бездны. Именно в такой вселенной и происходит действие игры: среди разрушенных городов и древних храмов забытых божеств, в пустынях, возникших на месте некогда цветущих долин, и в джунглях, поглотивших останки канувших в небытие цивилизаций. Четыре могущественных бога преследуют собственные, тайные цели, плетут интриги, недоступные пониманию простых смертных. А Хаос, неспособный проникнуть в сон Аргуса, тем не менее влияет на происходящие в нём события — развращая, искажая души и тела обитателей мира.
Более подробно история вселенной «PANZAR» изложена в энциклопедии «Хроники Народов» и романе «Эпоха последних слов», которые находятся в открытом доступе на официальном сайте проекта.

## Ключевые особенности

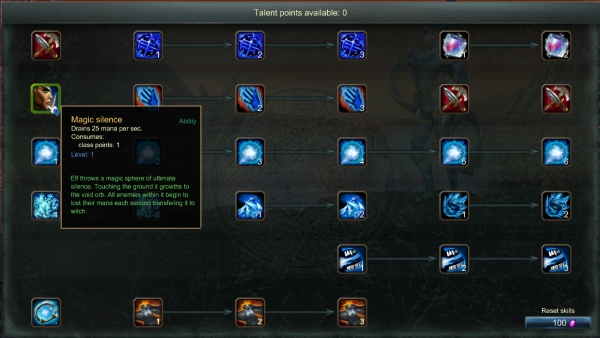
Алтарь распределения талантов

Игра «PANZAR» основана на сессионных PvP сражениях. Большое внимание в проекте уделяется социальной части. Кроме ставших уже стандартными возможностей текстового и голосового чата, списка друзей и сбора в группы, «PANZAR» предлагает попробовать клановые и турнирные сражения.
Игроки могут объединяться в кланы. Для этого будущий лидер покупает за внутриигровую валюту возможность создания клана. Он приглашает в клан новых членов и набирает из них состав. Внутри клана лидер может создавать команды, назначая их командирами членов своего клана. В одном клане может быть много команд, но одна команда всегда принадлежит лишь одному клану.
Командиры набирают состав своих команд из числа свободных игроков в клане. Они могут подавать заявки на участие в массовых событиях — ивентах. Командиры могут договариваться между собой и бросать вызовы другим командам. Они назначают время и карту сражения. И в оговоренный момент начинается тренировочное сражение. Такие тренировки не имеют награды в золоте или опыте. Они необходимы для подготовки к турнирам и прочим глобальным сражениям. Турниры награждаются по решению разработчиков и проводятся практически еженедельно. Наиболее значимые из них освещаются на выставках и игровых мероприятиях.
Команда разработчиков очень тесно общается с игроками, посредством форума и стримов, и прислушивается к их мнению.

### Алтарь и прокачка талантов
Все персонажи в игре имеют пассивные и активные способности. Пассивными являются эффекты, влияющие на игровой процесс, но не требующие применения или иных активных действий от игрока. К ним относятся «Мастерство» и другие. Активными считаются таланты, которые необходимо применять — активировать — во время боя. К ним относятся «Огненный шар», «Силовая атака», «Исцеление» и другие.
Каждый уровень персонаж получает одно очко талантов, которое может потратить в алтаре на изучение новых или улучшение текущих способностей. Максимально прокачанный персонаж 30го уровня имеет полностью заполненную ветку талантов в алтаре. Очерёдность изучения талантов игрок может выбрать сам.

### Кастомизация персонажа
В Panzar реализована редкая для современных игр возможность полной кастомизации предметов персонажей через покраску вещей. Каждая экипируемая вещь имеет две зоны покраски, на каждую из которых можно нанести краску разного цвета. На момент написания статьи все покраски в игре платные и покупаются только за кристаллы.
Кроме покраски, персонажу можно изменить черты лица, купив новую бороду, усы, бакенбарды, причёску или даже уши. Другой возможностью выделиться является покупка эмоций. В интерфейсе примерочной игроки могут выбрать эмоции, которые хотят увидеть у своего персонажа. Внешний вид персонажа не связан с его боевыми характеристиками. Причёски, усы и бороды дают бонус к получаемому опыту.

## Текущее состояние
Последний патч 45.6 вышел 02.10.2019 года, содержал лишь исправления ошибок. Добавление контента в игру не происходит с 2017 года. В игре большой отток пользователей, а из студии ушли ключевые разработчики. В частности Дмитрий Морозов рассказал, что ушел из студии в 2019 году, основав новую студию.

## Награды
- Лучшая онлайн-игра 2012 года по версии GMBox[15][16]